# NGC 5741
NGC 5741 ist eine 13,6 mag helle elliptische Galaxie vom Hubble-Typ E0 im Sternbild Waage auf der Ekliptik. Sie ist schätzungsweise 348 Millionen Lichtjahre von der Milchstraße entfernt und hat einen Durchmesser von etwa 115.000 Lj.
Das Objekt wurde am 12. Juni 1885 von Francis Leavenworth entdeckt.